# ديلوغوجدي
ديلوغوجدي (Делогожди) هي مدينة في محافظة ستروغا في جمهورية مقدونيا.
يبلغ عدد سكانها حوالي 8906 نسمة.

## أعلام
- إسنيك أليمي